# Ho visto anche degli zingari felici (1976)
Ho visto anche degli zingari felici  è il quarto album del cantautore italiano Claudio Lolli, pubblicato il 7 aprile 1976 dalla EMI Italiana.
L'album è presente nella classifica dei 100 dischi italiani più belli di sempre secondo Rolling Stone Italia, alla posizione numero 67.

## Descrizione
Tra il disco precedente, Canzoni di rabbia, e questo passa poco più di un anno, eppure i due album hanno ben poco in comune: e questo senza dubbio per la genesi delle canzoni che, essendo nate collettivamente da tutto il gruppo dei musicisti (come racconta lo stesso Lolli nel retro di copertina), si distaccano dallo stile solito del cantautore per accostarsi a musicalità tra il progressive e il jazz, con molte improvvisazioni e assoli (specialmente di sax), ma comunque con la chitarra acustica predominante.
Dopo l'uscita dell'album precedente, Lolli aveva iniziato un tour insieme ad un gruppo di musicisti appartenenti al Collettivo Autonomo Musicisti di Bologna: Danilo Tomasetta, Roberto Soldati, Roberto Costa e Adriano Pedini (marchigiano, ex batterista del gruppo beat de I Tubi Lungimiranti). Oltre a presentare le vecchie canzoni, Lolli inizia a comporre nuovi brani che vengono provati e presentati in tour, quindi arricchiti musicalmente dalle invenzioni degli strumentisti; la canzone che darà il titolo al disco nasce nel giugno del 1975, come lunga ballata (nell'LP sarà per questo divisa in due parti) che descrive quello che è il mondo giovanile alternativo di quegli anni, usando la metafora degli zingari felici.
Il titolo del disco e dell'omonima canzone cita il film Ho incontrato anche zingari felici (1967) del regista jugoslavo Aleksandar Petrović; nell'ultima parte del brano, quattro strofe sono liberamente rielaborate dal testo Cantata del fantoccio lusitano di Peter Weiss.
Il disco fu registrato agli studi Sax Records di Milano nel gennaio 1976; Lolli impose alla EMI la vendita del disco al prezzo politico di 3.500 lire (gli LP nel 1976 costavano intorno alle 5.000 lire). I testi e le musiche sono tutti di Claudio Lolli, mentre arrangiamenti e invenzioni musicali vengono firmate collettivamente dai musicisti. L'album verrà ripreso dal cantautore in un tour e in un disco dal vivo nel 2003, con nuovi arrangiamenti curati da Il Parto delle Nuvole Pesanti.
I versi della title track «riprendiamoci la terra, la luna e l'abbondanza» verranno usati per il titolo del disco dal vivo del 2002 e del libro su Lolli edito da Stampa Alternativa (e intitolati entrambi La terra, la luna e l'abbondanza). Nel 2009 Luca Carboni realizza, insieme a Riccardo Sinigallia, una cover della seconda parte di Ho visto anche degli zingari felici nel suo album Musiche ribelli; la canzone ha un accompagnamento video che vede la partecipazione, oltre che degli autori, dello stesso Lolli.
Questo divenne l'album di maggior successo di Lolli, anche grazie alle radio libere che proprio in quel periodo stavano nascendo in tutta Italia e allo stretto legame con l'attualità dei temi trattati: vi sono riferimenti all'attentato all'Italicus (Agosto) di due anni prima e alla reazione della sinistra italiana, a partire dai funerali di dieci delle dodici vittime descritti in Piazza bella piazza (con il verso «di Leone avrei fatto senza», riferito all'allora presidente della Repubblica Giovanni Leone); altre canzoni come Anna di Francia o Albana per Togliatti descrivono figure appartenenti a quel mondo (Anna di Francia contiene fra l'altro un famigerato e violento attacco al compositore Luigi Nono, che però non esprime il vero pensiero di Lolli).

## Tracce
Testi e musiche di Claudio Lolli.
Lato A
1. Ho visto anche degli zingari felici (introduzione) – 6:54
2. Agosto – 4:02
3. Piazza, bella piazza – 5:23
4. Primo maggio di festa – 6:10

Lato B
1. La morte della mosca – 6:26
2. Anna di Francia – 6:47
3. Albana per Togliatti – 2:28
4. Ho visto anche degli zingari felici (conclusione) – 4:14

## Formazione
- Claudio Lolli – voce, chitarra acustica
- Roberto Soldati – chitarra elettrica, chitarra acustica
- Roberto Costa – basso, percussioni
- Adriano Pedini – batteria, percussioni
- Danilo Tomasetta – flauto traverso, sassofono tenore, sassofono contralto